# Ortaliinae
Gli Ortaliinae Mulsant, 1850, sono una sottofamiglia di insetti dell'ordine dei Coleotteri (famiglia Coccinellidae).

## Descrizione e sistematica
Le specie di questa sottofamiglia hanno il corpo di piccole dimensioni, ricoperto di una peluria, con occhi di grande sviluppo.
La posizione sistematica e la suddivisione interna di questa sottofamiglia è oggetto di divergenze fra gli studiosi dei Coccinellidi. La tribù degli Ortaliini, descritta da Mulsant nel 1850, è stata per lungo tempo inserita nella sottofamiglia dei Coccinellinae. Con la revisione di SASAJI, gli Ortaliini furono inseriti nella sottofamiglia degli Scymninae. Nel 1996, con la revisione di KOVÁR, gli Ortaliini sono stati spostati nella nuova sottofamiglia degli Ortaliinae.
Attualmente, la sottofamiglia degli Ortaliinae contempla - secondo lo schema tassonomico di FÜRSCH - la sola tribù degli Ortaliini, tuttavia alcune fonti ritengono che nella sottofamiglia andrebbe compresa anche la tribù dei Noviini.
La tribù degli Ortaliini comprende i seguenti generi:
- Amida
- Amidellus
- Anortalia
- Azoria
- Cinachyra
- Ortalia
- Ortalistes
- Paramida
- Rhynchortalia
- Scymnhova
- Zenoria